# Nguyễn Phúc Ưng Úy

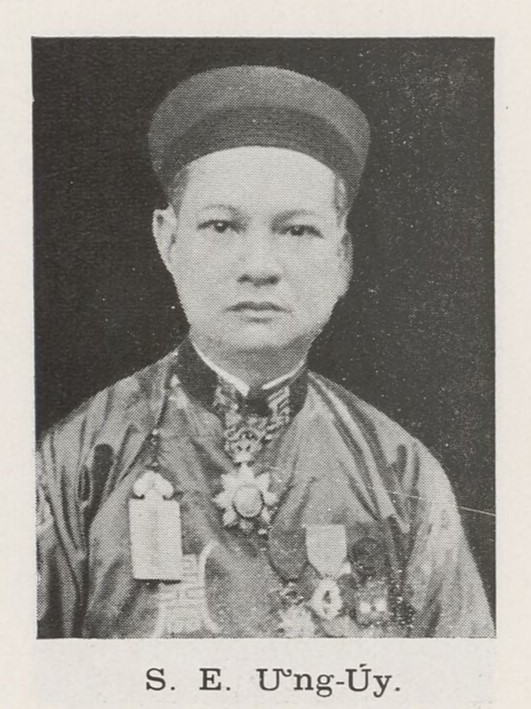
Chân dung hoàng thân Ưng Úy

Nguyễn Phúc Ưng Úy (1889 - 1970), là một hoàng thân thuộc phủ Tuy Lý vương của nhà Nguyễn.

## Tiểu sử
Công tôn Ưng Úy, sinh năm Kỉ Sửu (1889) tại Huế, là con trai của tri huyện Hương Trà Hồng Thi và bà Văn Thị Như Lan. Ông là cháu nội của Tuy Lý vương Miên Trinh (hoàng tử thứ 11 của Minh Mạng).
Năm 1905, ông được bổ nhiệm vào làm việc ở Tòa Công sứ Thừa Thiên khi mới 16 tuổi. Năm 1915, được phong Tư vụ bộ Lại (Nội vụ). Đến năm 1916, ông lần lượt giữ các chức Tri huyện Nông Cống, Tri phủ Tuy Hòa, Tam Kỳ rồi ra Hoằng Hóa.
Năm 1930, ông được thăng chức Án sát Quảng Nam, 2 năm sau chuyển làm Bố chánh Bình Định rồi Nghệ An. Năm 1933, ông quay về nhậm chức Phủ doãn Thừa Thiên. Từ năm 1935 - 1940, ông được điều sang làm Tổng đốc An Tĩnh rồi Tổng đốc Thanh Hóa (1938).
Hoàng thân Ưng Úy là một trong những thành viên của Phái đoàn Kinh tế Pháp sang đàm phán tại Tokyo (1940). Năm sau được làm thành viên trong Hội đồng Liên bang Đông Dương.
Năm 1942, Bảo Đại cho ông giữ chức Thượng thư bộ Công và Nghi lễ triều và là một trong 6 vị Thượng thư của Hội đồng cơ mật (5 người còn lại là Phạm Quỳnh, Hồ Đắc Khải, Bùi Bằng Đoàn, Trần Thanh Đạt, và Trương Như Đính).
Năm 1970, ông mất, thọ được 82 tuổi.

## Tham gia kháng chiến
Tháng chạp năm 1948, sắp sang Tết Kỷ Sửu (1949), không thực hiện được âm mưu "đánh nhanh thắng nhanh", thực dân Pháp chuyển sang chiêu bài "dùng người Việt trị người Việt". Hoàng thân Ưng Úy tuy lớn tuổi nhưng vẫn mong muốn được ra mặt trận chống ngoại xâm.
Trên đường lên chiến khu Dương Hòa, tới đâu cũng có sẵn sàng trà thuốc, nước nóng, giường chiếu tinh tươm để hai vợ chồng hoàng thân dùng, kể cả đồ ăn của hai cụ là những món chay quen dùng ở Phú Vang.
Lên tới nơi, cụ Ưng Úy đã ra tuyên bố: "Tôi vốn là cựu quan chức Nam triều và là người trong hoàng gia - nay thực dân Pháp thực hiện mưu mô lấy người Việt trị người Việt, tôi phẫn uất quá nên phải lìa nhà lên chiến khu, nguyện theo Chính phủ để giúp một đôi phần hiểu biết vào công cuộc kháng chiến cho đỡ một phần uất trong lúc tuổi già". Và trong năm đó (1949), cụ Ưng Úy được chọn làm Trưởng ban Vận động tòng quân tại Liên khu 4.

## Gia quyến
Hoàng thân Ưng Úy lấy con gái của ông Hồ Đắc Trung là Hồ Thị Huyên làm vợ. Bà Huyên là chị ruột của Ân phi Hồ Thị Chỉ, hoàng phi của vua Khải Định. Bà Huyên về sau đi tu lấy pháp danh là Diệu Huệ, bà từng tham gia phong trào Phật giáo tại miền nam chống lại chính sách kì thị Phật giáo của Ngô Đình Diệm . Hai ông bà có với nhau 2 người con trai là nhà khoa học Bửu Hội và công tằng tôn Bửu Lục.